# Beresheet 2
A Beresheet 2 (em hebraico בראשית 2-, ou seja, "Gênesis 2", em homenagem ao nome hebraico para o primeiro livro de Moisés), também chamada de Beresheet 2.0, é uma missão espacial privada israelense, planejada para pousar uma espaçonave na Lua em 2022. A missão foi anunciada pela associação voluntária SpaceIL em 13 de abril de 2019 (em conjunto com a Israel Aerospace Industries), logo após a conclusão da primeira missão da Beresheet, cujo pouso falhou em 11 de abril.
Assim como na primeira missão, a principal fonte atual de financiamento para a Beresheet 2 é o empresário Morris Kahn e, como objetivo dessa segunda missão, ele quer a implantação de uma bandeira israelense na Lua. Mas em junho de 2019, SpaceIL anunciou que mudou o objetivo da missão e não vai mais tentar pousar na Lua. O custo do projeto é estimado entre US$ 60 e 80 milhões. Kahn afirmou que, desta vez, o público participará no financiamento do projeto e não dependerá do apoio do governo.